# Magdalena Sibila de Sajonia-Weissenfels

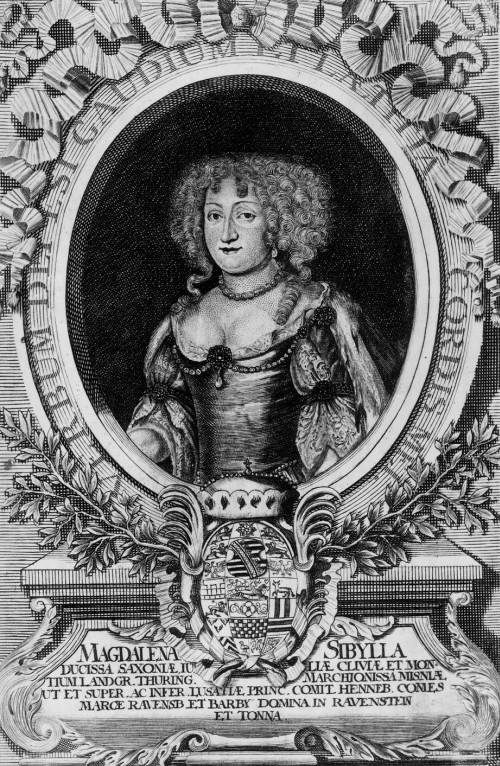
Magadelena Sibila

Magdalena Sibylla de Sajonia-Weissenfels (nacida el 2 de septiembre de 1648 en Halle , † 7 de enero de 1681 en Gotha ) fue una princesa nacida de Saxe-Weissenfels y - Querfurt de la casa de Albertine Wettiner y por matrimonio Duquesa de Saxe-Gotha-Altenburg ,

## Biografía
Magdalena Sibylla era la hija mayor del duque Augusto de Sajonia-Weissenfels y su esposa Ana María de Mecklemburgo-Schwerin , hija del duque Adolf Friedrich I de Mecklenburg-Schwerin .
Ella lleva el nombre de su abuela paterna, l Magdalena Sibila de Prusia .
En 1669 se casó con el príncipe hereditario Federico de Sajonia-Gotha , quien gobernó desde 1672 como gobernador de su padre en Altenburg y desde 1674 como príncipe regente y desde 1675 como duque en toda Sajonia-Gotha-Altenburg.
Magdalena Sibylla murió a la edad de 32 años y fue enterrada en la cripta real de la iglesia del castillo en la piedra de la paz de Gotha

## Descendencia
Magdalena contrajo matrimonio en Halle el 14 de noviembre de 1669 con Federico I de Sajonia-Gotha-Altenburgo. Tuvieron ocho hijos:
1. Ana Sofía (Gotha, 22 de diciembre de 1670 - Rudolstadt, 28 de diciembre de 1728), desposó el 15 de octubre de 1691 al Príncipe Luis Federico I de Schwarzburgo-Rudolstadt.
2. Magdalena Sibila ( Gotha, 30 de septiembre de 1671 - Altenburgo, 2 de marzo de 1673).
3. Dorotea María (Gotha, 22 de enero de 1674 - Meiningen, 18 de abril de 1713), desposó el 19 de septiembre de 1704 al Duque Ernesto Luis I de Sajonia-Meiningen.
4. Federica (Gotha, 24 de marzo de 1675 - Karlsbad, 28 de mayo de 1709), desposó el 25 de mayo de 1702 al Príncipe Juan Augusto de Anhalt-Zerbst.
5. Federico II, Duque de Sajonia-Gotha-Altenburgo (Gotha, 28 de julio de 1676 - Altenburgo, 23 de marzo de 1732).
6. Juan Guillermo (Gotha, 4 de octubre de 1677 - muerto en batalla, Toulon, 15 de agosto de 1707), General Imperial.
7. Isabel (Gotha, 7 de febrero de 1679 - fallecida de viruela, Gotha, 22 de junio de 1680).
8. Juana (Gotha, 1 de octubre de 1680 - Strelitz, 9 de julio de 1704), desposó el 20 de junio de 1702 al Duque Adolfo Federico II de Mecklemburgo-Strelitz.

- Datos: Q67187
- Multimedia: Magdalena Sibylla of Saxe-Weissenfels (1648–1681) / Q67187